# Miernik poziomu dźwięku

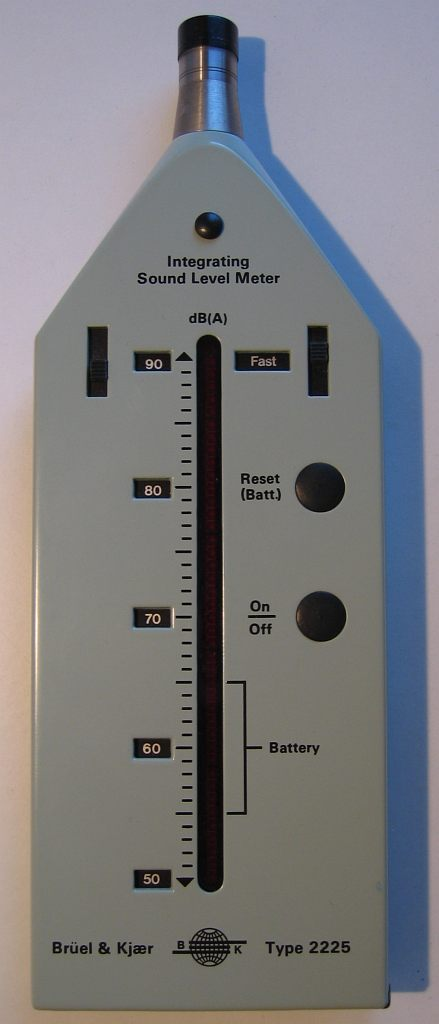
Miernik poziomu dźwięku firmy Brüel & Kjær

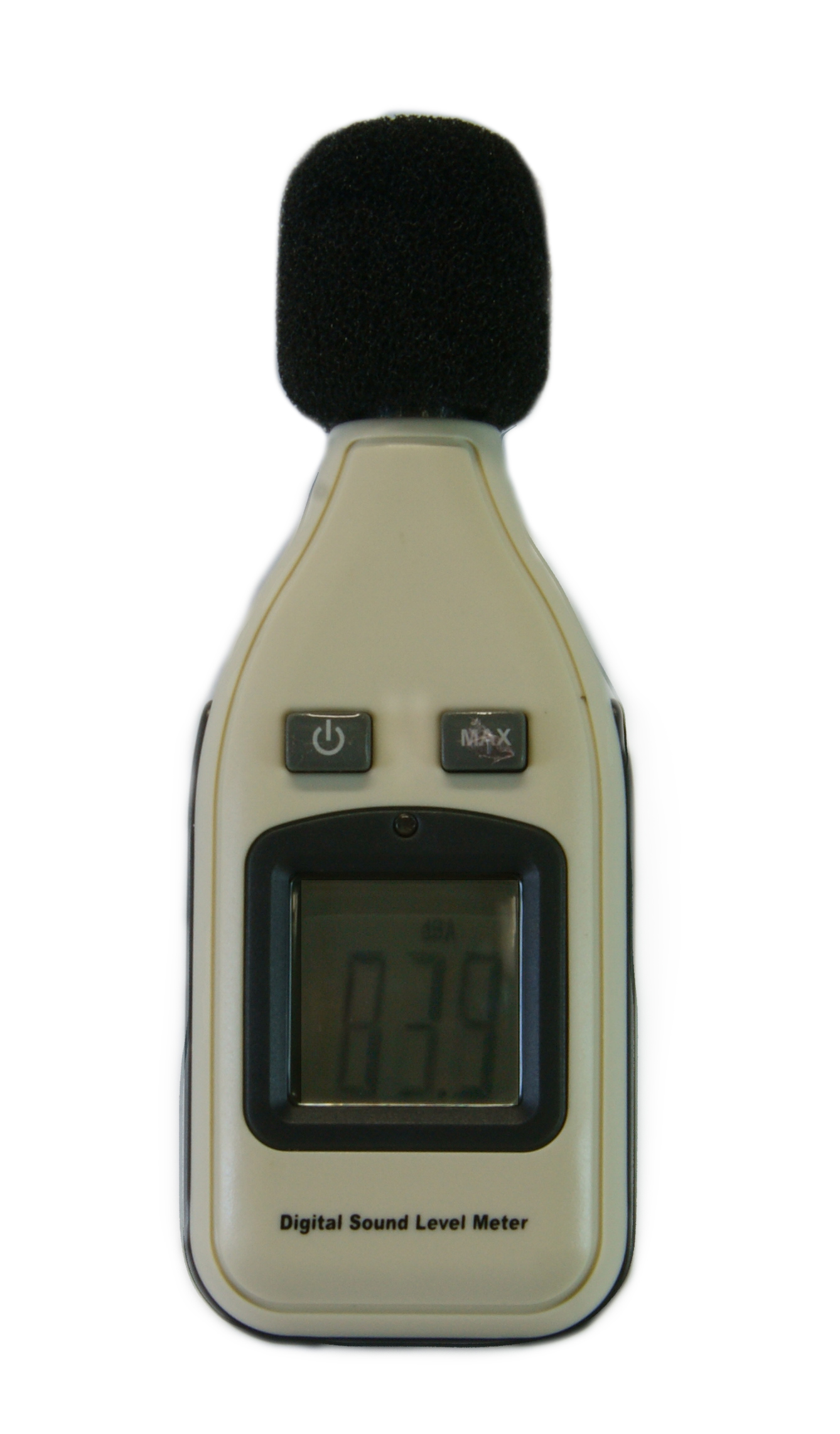
Miernik poziomu dźwięku (2011)

Miernik poziomu dźwięku (ang. Sound Level Meter) – miernik stosowany przy pomiarach akustycznych, zazwyczaj do określania wartości subiektywnych poziomu dźwięku w dB.

## Budowa
Typowy miernik składa się z:
- mikrofonu, zwykle pojemnościowego
- przedwzmacniacza mikrofonowego
- analizatora częstotliwości (filtry tercjowe i oktawowe)
- wzmacniacza pomiarowego
- detektora wartości skutecznej RMS (stałe czasowe S/F/I)
- wskaźnika wyników
- zaopatrzony jest w krzywe korekcyjne (filtry A/B/C/D)
- innych: np. pamięć, wskaźnik przesterowań, moduł analizy, zapis i odczyt danych, itp.

## Korekcja
Ze względu na właściwości ludzkiego słuchu, tzn. dźwięki o takim samym poziomie ale różnym widmie są słyszane inaczej, stosuje się przetwarzanie sygnału przez filtry wagowe (korekcyjne) o znormalizowanych charakterystykach. Kształtowanie sygnału mierzonego przy pomocy filtrów wagowych nazywane jest ważeniem częstotliwościowym (ang. frequency weighting).
Krzywe wagowe:
- A – dla niskich poziomów ciśnienia akustycznego
- B – dla średnich poziomów ciśnienia akustycznego (obecnie rzadko spotykana w miernikach)
- C – dla wysokich wartości ciśnienia akustycznego
- D – do pomiaru hałasów lotniczych
- Z lub Lin – krzywa płaska (brak ważenia – linear)

Najczęściej przy pomiarach używa się krzywej korekcyjnej A. Krzywe B i C nie odpowiadają wynikom testów subiektywnych (zostały wyznaczone dla tonów prostych).
W przypadku występowania dźwięków szybkozmiennych odczytujemy niestabilny wynik pomiaru – dla jego ustabilizowania stosuje się uśrednianie wyniku w określonym przedziale czasowym.
Stałe czasowe dla pomiarów szybkozmiennych wyznaczają czas uśredniania:
- S (Slow): 1 sekunda
- F (Fast): 125 ms
- I (Impulse): 35 ms, do pomiaru dźwięków impulsowych (tzw. szpilka)

## Pomiar poziomu dźwięku
Podając wynik pomiaru poziomu dźwięku należy też podać informację o sposobie pomiaru tej wartości.
Mierzony parametr oznacza się najczęściej:
- LXY

gdzie:
- X oznacza krzywą wagową (L / A / B / C / D)
- Y oznacza stałą czasową (S / F / I)

Jeżeli nie podano dalszych informacji, zakładamy, że chodzi o wartość chwilową (ang. instantaneous value), np. LAS – wartość chwilowa, krzywa wagowa A, wolna stała czasowa (S).
Poza wartością chwilową mierzy się również inne parametry dotyczące poziomu dźwięku.
- Wartość szczytowa (ang. peak value) – LXYpk – maksymalna wartość, jaka wystąpiła w zadanym czasie, np. uaktualniana co sekundę
- Maksymalna wartość RMS w zadanym przedziale czasu:
  - 1 sekunda – LXY SPL,
  - 3 lub 5 sekund – LXYT3, LXYT5 (Taktmaximal – norma niemiecka)

Dodatkowym parametrem jest równoważny (ekwiwalentny) poziom dźwięku definiowany jako stały poziom dźwięku, który działając przez taki sam czas, jak badany dźwięk (hałas) o zmiennym poziomie, niesie ze sobą taką samą energię i takie samo ryzyko uszkodzenia słuchu.
Poziom równoważny (ang. equivalent level) oznacza się LXEq i mierzy się go przy pomocy specjalnych całkujących mierników poziomu dźwięku.